# Patterson Tract (Kalifornija)
Patterson Tract je naseljeno područje za statističke svrhe u američkoj saveznoj državi Kalifornija. Prema popisu stanovništva iz 2010. u njemu je živjelo 1.752 stanovnika.